# Paramenesia nigrescens
Paramenesia nigrescens är en skalbaggsart som beskrevs av Stefan von Breuning 1966. Paramenesia nigrescens ingår i släktet Paramenesia och familjen långhorningar. Inga underarter finns listade i Catalogue of Life.